# Paciorki (Karkonosze)

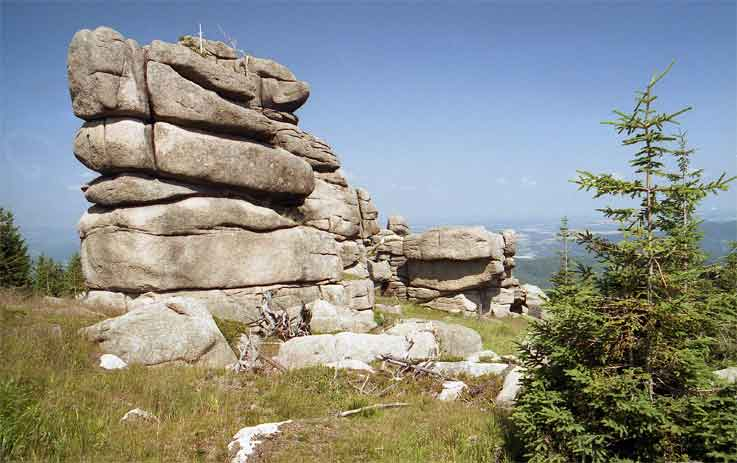
Fragment Paciorków

Paciorki (niem. Korallenstein) – grupa granitowych skałek w Sudetach Zachodnich, w paśmie Karkonoszy.
Paciorki położone są w zachodniej części Karkonoszy, na północnym zboczu Śląskiego Grzbietu, na grzbiecie odchodzącym na północ od Śmielca, pomiędzy dolinami Szklarki i Wrzosówki. Leżą na wysokości od 1010 do ok. 1080 m n.p.m.
Wszystkie skałki zbudowane są z porfirowatej odmiany granitu karkonoskiego, w jego obrębie stwierdzono żyły kwarcu, aplitu i gniazda pegmatytu, te ostatnie ze śladami eksploatacji. Można tu obserwować wyraźne spękania biegnące w trzech kierunkach (cios granitowy) oraz nieregularne. Paciorki tworzą zgrupowanie 14 skałek, ciągnących się na długości ponad 200 m, skałki mają wysokość 4–11 m (jedna do 15 m) i długość kilkanaście do ponad 50 m. Wśród skałek wyróżniono takie formy jak baszty, ambony, mury skalne, okna i okapy. Na niektórych skałkach występują kociołki wietrzeniowe. Wokół skałek i poniżej leżą liczne bloki granitu. Pod względem genezy skałki są ostańcami.

## Szlaki turystyczne
Obok Paciorków przechodzi szlak turystyczny:
- z Jagniątkowa na Czarną Przełęcz.